# Babe (Neustadt (Dosse))
Babe ist ein bewohnter Gemeindeteil im Ortsteil Roddahn der Stadt Neustadt (Dosse) im Landkreis Ostprignitz-Ruppin in Brandenburg.
Der Ort liegt südwestlich der Kernstadt Neustadt (Dosse) an der Landesstraße L 14. Die Alte Jäglitz fließt südlich und östlich und die Dosse südlich. Östlich des Ortes verläuft die B 102 und westlich die Landesgrenze zu Sachsen-Anhalt.

## Geschichte
Babe war bis zur Auflösung der Gutsbezirke in den späten 1920er Jahren ein Rittergut. Im 19. Jahrhundert gehörte es der Familie Kröcher. Administrativ war es dem Kreis Ostprignitz zugeordnet. Im Jahr 1912 hatte es 99 Einwohner.

### Eingemeindungen
Am 1. Januar 1973 wurde die Gemeinde Babe nach Roddahn eingemeindet. Roddahn wurde am 31. Dezember 2001 nach Neustadt (Dosse) eingemeindet und ist seitdem ein Ortsteil der Stadt.

## Sehenswürdigkeiten
- In der Liste der Baudenkmale in Neustadt (Dosse) ist für Babe als einziges Baudenkmal das Gutshaus mit Park Babitz aufgeführt: Das Gutshaus, ein eingeschossiges Haus mit einem Krüppelwalmdach, wurde 1780 als Vorwerk und Meierei von Lohm errichtet. Es war ein Herrensitz.